# Michael Christ
Francis Michael Christ (7 de junho de 1955) é um matemático estadunidense, especialista em análise harmônica, equações diferenciais parciais e variáveis complexas múltiplas. É conhecido pelo desigualdade máxima de Christ–Kiselev.

## Biografia
Obteve o bacharelado em 1977 no Harvey Mudd College e em 1982 um PhD na Universidade de Chicago, orientado por Alberto Calderón, com a tese Restrictions of the Fourier transform to submanifolds of low codimension. Na Universidade de Princeton (onde trabalhou dentre outros com Elias Stein) foi de 1982 a 1984 instrutor e de 1984 a 1986 professor assistente. Foi na Universidade da Califórnia em Los Angeles (UCLA) de 1986 a 1988 professor associado e de 1988 a 1996 full professor. Em 1996 foi full professor na Universidade da Califórnia em Berkeley.
Foi palestrante convidado do Congresso Internacional de Matemáticos em Quioto (1990). Recebeu juntamente com David Eugene Barrett o Prêmio Stefan Bergman de 1997.

## Publicações selecionadas

### Artigos
- Hilbert transforms along curves: I. Nilpotent groups, Annals of Mathematics Second Series 122 (1985), no. 3, 575–596. doi:10.2307/1971330
- Weak type (1, 1) bounds for rough operators, Annals of Mathematics Second Series 128 (1988), no. 1, 19–42. doi:10.2307/1971461
- com Michael I. Weinstein: Dispersion of small amplitude solutions of the generalized Korteweg-de Vries equation, Journal of Functional Analysis 100 (1991), no. 1, 87–109. doi:10.1016/0022-1236(91)90103-C
- com Loukas Grafakos: Best constants for two non convolution inequalities, Proc. Amer. Math. Soc. 123 (1995), 1687–1693. doi:10.1090/S0002-9939-1995-1239796-6
- Global {\displaystyle C}∞ irregularity of the {\displaystyle {\overline {\partial }}}–Neumann problem for worm domains, J. Amer. Math. Soc. 9 (1996), 1171–1185. doi:10.1090/S0894-0347-96-00213-5
- com James Colliander and Terence Tao: Asymptotics, frequency modulation, and low regularity ill-posedness for canonical defocusing equations, American Journal of Mathematics 128 (2003), no. 6, 1235–1293. doi:10.1353/ajm.2003.0040
- com Siqi Fu: Compactness in the {\displaystyle {\overline {\partial }}}-Neumann problem, magnetic Schrödinger operators, and the Aharonov-Bohm eﬀect, Advances in Math. 197 (2005), no. 1, 1–40. doi:10.1016/j.aim.2004.08.015
- Power series solutions of a nonlinear Schrödinger equation, in Mathematical aspects of nonlinear dispersive equations, 131–155, Ann. of Math. Stud., 163, Princeton Univ. Press, Princeton, NJ, 2007.
- com Jonathan Bennett, Anthony Carbery, and Terence Tao: Finite bounds in Hölder-Brascamp-Lieb multilinear inequalities, Math. Res. Lett. 17 (2010), no. 4, 647–666. ArXiv preprint
- com Qingying Xue: Smoothness of extremizers of a convolution inequality, J. Math. Pures et Appl. 97 (2012), 120–141. doi:10.1016/j.matpur.2011.09.002
- com Shuanglin Shao: On the extremizers of an adjoint Fourier restriction inequality, Advances in Math. 230 (2012), 957–977. doi:10.2140/apde.2012.5.261

### Livros
- editor: Lectures on singular integral operators. Col: Regional Conference Series in Mathematics, 77. [S.l.]: American Mathematical Society. 1991